# Оливье (друг Роланда)

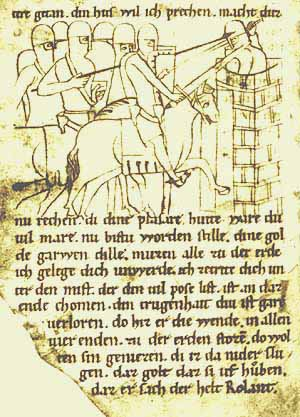

Оливье́р (фр. Olivier; итал. Uliviero или Oliviero) — персонаж «Песни о Роланде» и ряда поэм-жест, ближайший друг Роланда, паладин и один из двенадцати пэров Карла Великого, погибший вместе с Роландом в битве в Ронсевальском ущелье. Историчность Оливьера, как и Роланда, не доказана. По мнению некоторых критиков, его имя может быть связано с оливковым деревом, считавшимся символом мудрости.
В старофранцузском «Girart de Vienne» рассказывается о поединке Роланда и Оливьера, который оканчивается их примирением (ибо ни один не может одолеть другого) и свадьбой Роланда с сестрой Оливьера, Альдой. В «Roland Saragosse» Оливьер предстаёт не только как друг, но и как опекун, специально назначенный Карлом Великим, чтобы следить за горячим и смелым до безрассудства Роландом; в поэмах-жестах Оливьер, мудрый и способный сохранять в бою самообладание, часто противопоставляется Роланду. В «Galiens li Restorés» повествуется о том, как Оливьер якобы женится на византийской принцессе Жаклин и становится императором Византии.
Оливьер также является персонажем ряда итальянских эпосов.

## Ссылка
- Статья Архивная копия от 8 марта 2016 на Wayback Machine в La Grande Encyclopédie  (фр.)